# Windische Mark
De Windische Mark was een markgraafschap binnen het Heilige Roomse Rijk, in het huidige Slovenië.
Aan het eind van de tiende eeuw ontstond er op het gebied van het hertogdom Karinthië in het Sanntal en het Solatal in het oosten van Krain een tweede Ottoonse mark, die aanvankelijk Saunien, later Windische Mark werd genoemd. 
Markgraaf waren de graven van Friesach. Na hun uitsterven in 1036 viel de mark aan de markgraven van Krain. Later was het kernland van de graven van Ortenburg en de graven van Cilli. 
In 1286 kwamen Karinthië, Krain en de Windische Mark aan graaf Meinhard van Tirol. In 1374 kwamen deze gebieden aan Oostenrijk. Het gebied werd vervolgens langs de rivier de Save verdeeld tussen Stiermarken en Krain.
Tot 1918 voerden de keizers van Oostenrijk nog de titel Heer in de Windische Mark.